# ミドルマン
『ミドルマン』（ベンガル語: জনঅরণ্য）は、1975年に製作・1976年に公開されたインド映画。言語はベンガル語。

## 概要
モニ・シャンカール・ムカージーの原作小説『ミドルマン』を基にサタジット・レイが監督・脚本、主演はパラディプ・ムカージー、ウタパル・ダット、ラビ・ゴーシ、ショット・バナージなど。

## スタッフ
- 監督・脚本・音楽：サタジット・レイ
- 製作：スヴィル・グーハ
- 製作会社：インダス・フィルム

## キャスト
- パラディプ・ムカージー - ショムナス
- ウタパル・ダット - ビジュー
- ラビ・ゴーシ - ミッター
- ショット・バナージ - お父さん
- リリー・チャクラバーティ

## 主な受賞
- 1976年国家映画賞 監督賞：サタジット・レイ